# 西関東連絡道路
西関東連絡道路（にしかんとうれんらくどうろ）は、埼玉県深谷市から山梨県甲府市までを結ぶ延長約110キロメートル (km) の地域高規格道路である。全線が国道140号に指定されているか、指定される予定になっている。
関越自動車道花園ICを起点とし、新山梨環状道路（予定）桜井ランプを終点とする。

## 構成する道路
この道路は、以下の区間・道路から形成される。このうち太字は2022年（令和4年）3月時点で全線開通している区間である。
- 皆野寄居バイパス（皆野寄居有料道路）
  - 設計速度80 km/h・4車線・延長9.88 km（暫定2車線開通済み、完成化未定）
- 皆野秩父バイパス
  - 設計速度60 km/h・4車線・延長4.9 km（暫定2車線開通済み[1]、完成化未定）
- 長尾根バイパス
  - 設計速度60 km/h・2車線・延長3.8 km
  - 皆野秩父バイパス終点に接続している。当初は秩父小鹿野バイパスという仮称で国道299号の一部区間を活用して小鹿野町に入る形で建設する想定[2]だったが、秩父小鹿野バイパス終点から現道へ合流する埼玉県道43号皆野荒川線沿いのルート（活用するとしても大規模改修必至）が費用対効果が薄いこともあり、単独事業化が困難だった長尾根トンネル建設構想（小鹿野町と秩父市街間短絡化）と一本化する形で計画変更[3]、国道299号から逸れ秩父公園橋へ連絡するルートにて、2022年度に新規事業化された[4][5]。
- 大滝トンネル
  - 事業中、全長2.4 km（取付道路及び前後の現道改築を含む、トンネル単体2,060 m）[6][7]。
  - 現道約7 kmの区間に対して、全長約2 kmの大滝トンネルにより、5 km短縮される[7]。また、事業費は99億円となっている[7]。
  - 2024年3月19日にトンネルが貫通[8]、2024年5月15日には採掘工事が完工、開通は2027年度を予定している[9]。
  - 平行する現道の災害通行止めリスクの回避を目的の一つとしているが[7]、建設途中の2025年7月11日に現道側で大規模落石が発生し、長期通行止めが見込まれる中、貫通済みの大滝トンネルを利用して緊急車両やスクールバスの緊急通行を開始[10][11]。更に同30日に、正式に暫定迂回路として大滝トンネルの活用を開始した（15 km/h制限。二輪車、歩行者等は通行不可）[12]。
- 雁坂道路（雁坂トンネル有料道路）
  - 設計速度40 km/h・2車線・延長6.6 km
- 甲府山梨道路（2車線（一部暫定）で全線開通済み[13]。新山梨環状道路に接続予定）

事業化していない（構想中・調査中）区間では以下のような現道・計画が存在する。
- 花園インターチェンジ - 寄居町間
  - 設計速度60 km/h・4車線
  - 現在の国道140号バイパスに相当する（ただしこのバイパスにおける立体交差は跨線橋しかなく、ほぼ平面交差）
- 秩父市 - 雁坂道路間
  - 長尾根バイパスの終点から南下して国道140号現道へ合流（この区間には現在埼玉県道72号秩父荒川線が通っているが、活用なのか新設かはまだ未定）、荒川白久地区と大滝地区の境界付近（親鼻観光トイレ隣接地）から道の駅大滝温泉付近（旧大滝食堂跡地）までの間、蛇行する荒川に沿って大きく遠回りしている区間にトンネルを新設してショートカット、そこから先は雁坂道路と同時期に作られた新道である大滝道路を活用[2]。上記の通り、2019年度よりトンネル区間を先行して事業化している。
- 広瀬湖付近 - 三富道路間（三富道路は雁坂道路と同時期に作られた新道）